# هيلج فلو
هيلج فلو (بالنرويجية البوكمول: Helge Flo)‏ هو متزحلق نرويجي، ولد في 17 ديسمبر 1966.